# 藤田淳平 (野球)
藤田 淳平（ふじた じゅんぺい、2000年5月14日 - ）は、徳島県美馬市出身のプロ野球選手（投手・育成選手）。左投左打。福岡ソフトバンクホークス所属。

## 経歴

### プロ入り前
徳島県美馬市出身。美馬市立江原北小学校時代に野球を始め、美馬市立江原中学校では軟式野球部に所属した。
川島高校では1年夏から公式戦に登板。2年夏の県大会は初戦で第4シードの徳島北と対戦し、148球で完投勝利を挙げると、その後も勝ち進み、ベスト4入りを果たした。3年夏は県大会で池田との初戦に敗れた。
東亜大学へ進学すると、主戦を担うようになった3年春のリーグ戦ではリーグトップの防御率0.73を記録し、MVPとベストナインを受賞。チーム6年ぶりとなる全日本大学選手権にも出場した。3年秋のリーグ戦では5勝を挙げ、2季連続のベストナインを受賞した。大学時代は最速146km/hを計測し、プロ志望届を提出したが、ドラフト会議では指名漏れとなり、四国アイランドリーグplus・徳島インディゴソックスに入団した。

### 四国IL・徳島時代
2023年、前期ではリーグ2位の防御率1.17を記録してチームの前期優勝に大きく貢献。後期も安定した投球を見せ、この年は19試合（11先発）の登板で5勝3敗3ホールド・防御率1.51と好成績を残し、最優秀防御率のタイトルを獲得した。徳島時代の最速は148km/h。
10月26日に開催されたドラフト会議にて、福岡ソフトバンクホークスから育成7位指名を受けた。11月17日に支度金300万円・年俸400万円（いずれも金額は推定）で仮契約を結んだ。背番号は146。

### ソフトバンク時代
2024年は1月に行われた新人合同自主トレーニング中に左太ももを痛めて離脱した。5月31日に行われた四軍戦の徳島インディゴソックス戦で実戦初登板すると、古巣相手に無失点の投球を見せた。この年は二軍戦の出場は果たせなかった。

## 選手としての特徴
持ち球は最速148km/hのストレート、スライダー、カットボール、カーブ、フォーク。独立リーグ時代の球種配分は、約2/3がストレートであった。ストレートは球速以上に速さを感じるという特徴を持つ。

## 詳細情報

### 独立リーグでの年度別投手成績
出典はリーグのデータサイト。
| 年 度     | 球 団     | 登 板 | 先 発 | 完 投 | 完 封 | 無 四 球 | 勝 利 | 敗 戦 | セ 丨 ブ | ホ 丨 ル ド | 勝 率 | 打 者 | 投 球 回 | 被 安 打 | 被 本 塁 打 | 与 四 球 | 敬 遠 | 与 死 球 | 奪 三 振 | 暴 投 | ボ 丨 ク | 失 点 | 自 責 点 | 防 御 率 | W H I P |
| --------- | --------- | ----- | ----- | ----- | ----- | -------- | ----- | ----- | -------- | ----------- | ----- | ----- | -------- | -------- | ----------- | -------- | ----- | -------- | -------- | ----- | -------- | ----- | -------- | -------- | ------- |
| 2023      | 徳島      | 19    | 11    | 0     | 0     | 0        | 5     | 3     | 0        | 0           | .625  | 263   | 65.2     | 48       | 4           | 17       | -     | 4        | 75       | 1     | 0        | 12    | 11       | 1.51     | 0.99    |
| 通算：1年 | 通算：1年 | 19    | 11    | 0     | 0     | 0        | 5     | 3     | 0        | 0           | .625  | 263   | 65.2     | 48       | 4           | 17       | -     | 4        | 75       | 1     | 0        | 12    | 11       | 1.51     | 0.99    |

- 各年度の太字はリーグ最高

### 背番号
- 21（2023年）
- 146（2024年[12] - ）